# Chioselia Rusă
Chioselia Rusă, in gagauzo Köseli Rus, in ucraino Kioselija-Rusa (Кіоселія-Руса), in russo Russkaja Kiselija (Русская Киселия) è un comune della Moldavia situato nella Gagauzia di 735 abitanti al censimento del 2004.

## Società

### Evoluzione demografica
In base ai dati del censimento, la popolazione è così divisa dal punto di vista etnico:
| Etnia       | Abitanti | %     |
| ----------- | -------- | ----- |
| Moldavi     | 266      | 36,19 |
| Ucraini     | 202      | 27,48 |
| Russi       | 23       | 3,13  |
| Gagauzi     | 185      | 25,17 |
| Bulgari     | 51       | 6,94  |
| Rumeni      | 4        | 0,54  |
| Altre etnie | 4        | 0,54  |